# Sommergarten (Sankt Petersburg)

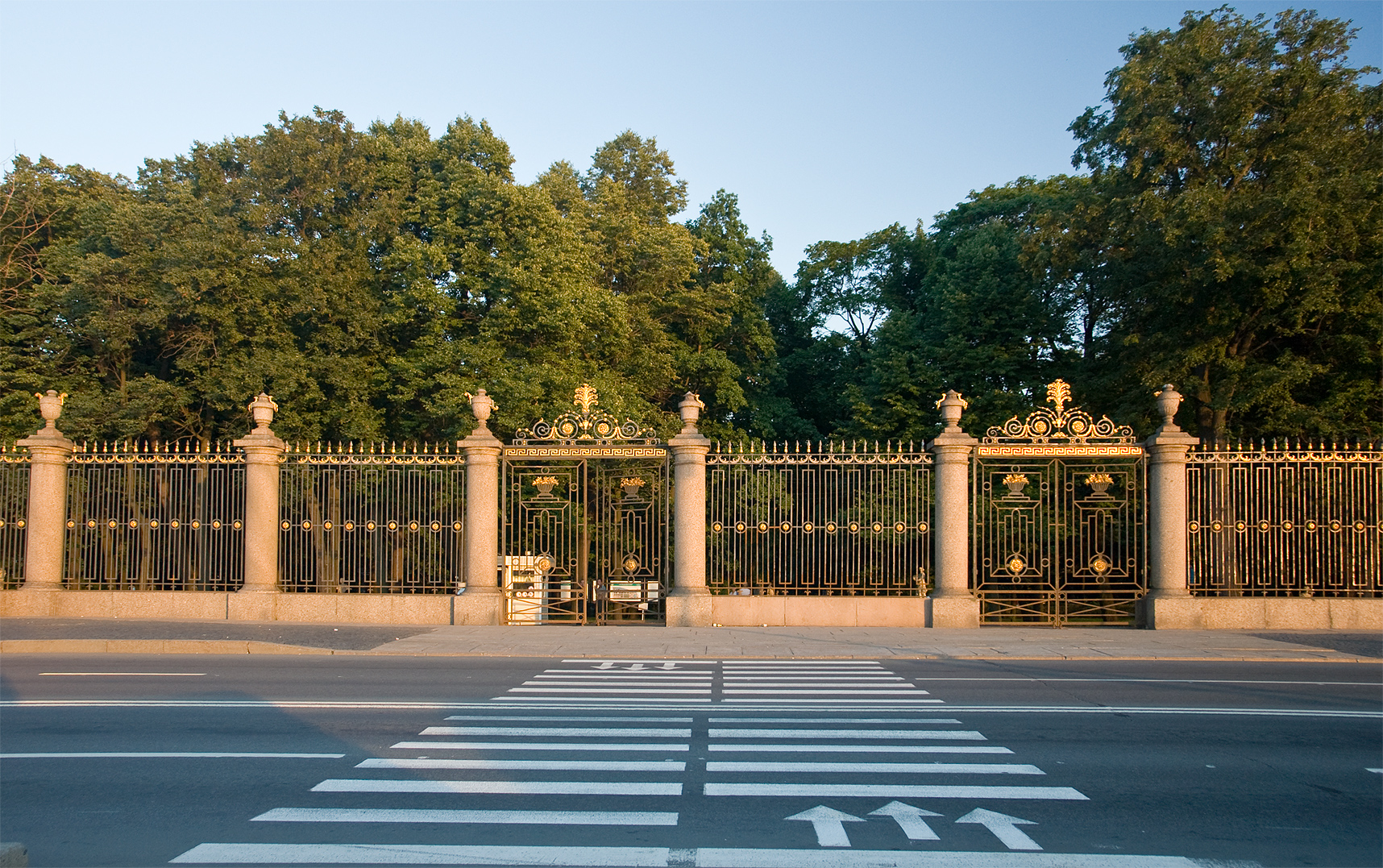
Das Gitter des Sommergartens ist eines der Symbole Sankt Petersburgs

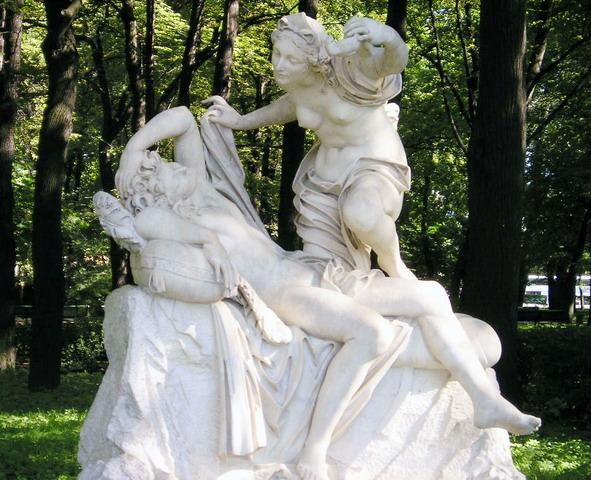
Skulptur „Amor und Psyche“ eines unbekannten italienischen Bildhauers vom Ende des 17. Jhd.

Der Sommergarten (russisch Летний сад) ist ein Parkensemble, ein landschaftsgärtnerisches Denkmal des ersten Drittels des 18. Jahrhunderts im Zentrum von Sankt Petersburg. Er wurde auf Anweisung des Zaren Peter I. in den Jahren 1704 bis 1719 auf der Sommergarteninsel angelegt.

## Geschichte
Der Garten wurde von Le Blond, Semzow und Matwejew angelegt. In ihm befindet sich das von 1710 bis 1714 errichtete Sommer-Palais Peters des Großen.
Für den Sommergarten wurde ein Teil der Usadiza-Insel abgetrennt. Der  barocke Sommergarten mit seinen beschnittenen Bäumen wurde mit Skulpturen geschmückt, die Peter der Große aus Italien kommen ließ.
Eine englische Dampfmaschine förderte 1718 Wasser für die Fontänen aus der später dann deswegen so benannten Fontanka, später wurden die Springbrunnen aus dem 21 km langen Ligowskij-Kanal gespeist, der angeblich heilkräftiges Wasser in die Stadt brachte. Peter nutzte den Garten zur Erziehung seiner Zeitgenossen. Etwa 200 Plastiken vermittelten mit beigefügten Erklärungen westeuropäische Kultur und ihre antiken Grundlagen. Erstmals waren
Skulpturen in ihrer Nacktheit öffentlich zu sehen. Der russische Adel hatte sich auf den hier veranstalteten Festen, Bällen und Empfängen an europäische Sitten, wie die Geselligkeit mit Ehefrauen oder Paartänze zu gewöhnen. Feuerwerke, mit Mineralien ausgelegte Grotten, eine Orangerie, Volieren und Menagerien entfalteten einen Kosmos des Wissens über die Natur und menschliche Kunstfertigkeiten. Die nahegelegene Kunstkammer gehörte in gleicher Weise zum aufklärerischen Konzept Peters des Großen.
Die Bürger der Stadt durften den Park nur auf Einladung des Herrschers betreten. Die russische Zarin Elisabeth erlaubte der Bevölkerung den Zutritt zu Zeiten der Abwesenheit der Herrscherin. Jeder ordentlich angezogene Mensch hatte danach das Recht, auf den Alleen spazieren zu gehen. Am 25. Mai 1752 wurde der Sommergarten an Sonn- und Feiertagen für den Publikumsverkehr geöffnet. Am 10. Mai 1755 entschied Elisabeth, den Park auch an Donnerstagen für die Allgemeinheit zu öffnen. Ab 24. Mai 1756 war der Zutritt dem gewöhnlichen Volk wieder nur bei Abwesenheit der Zarin gestattet.

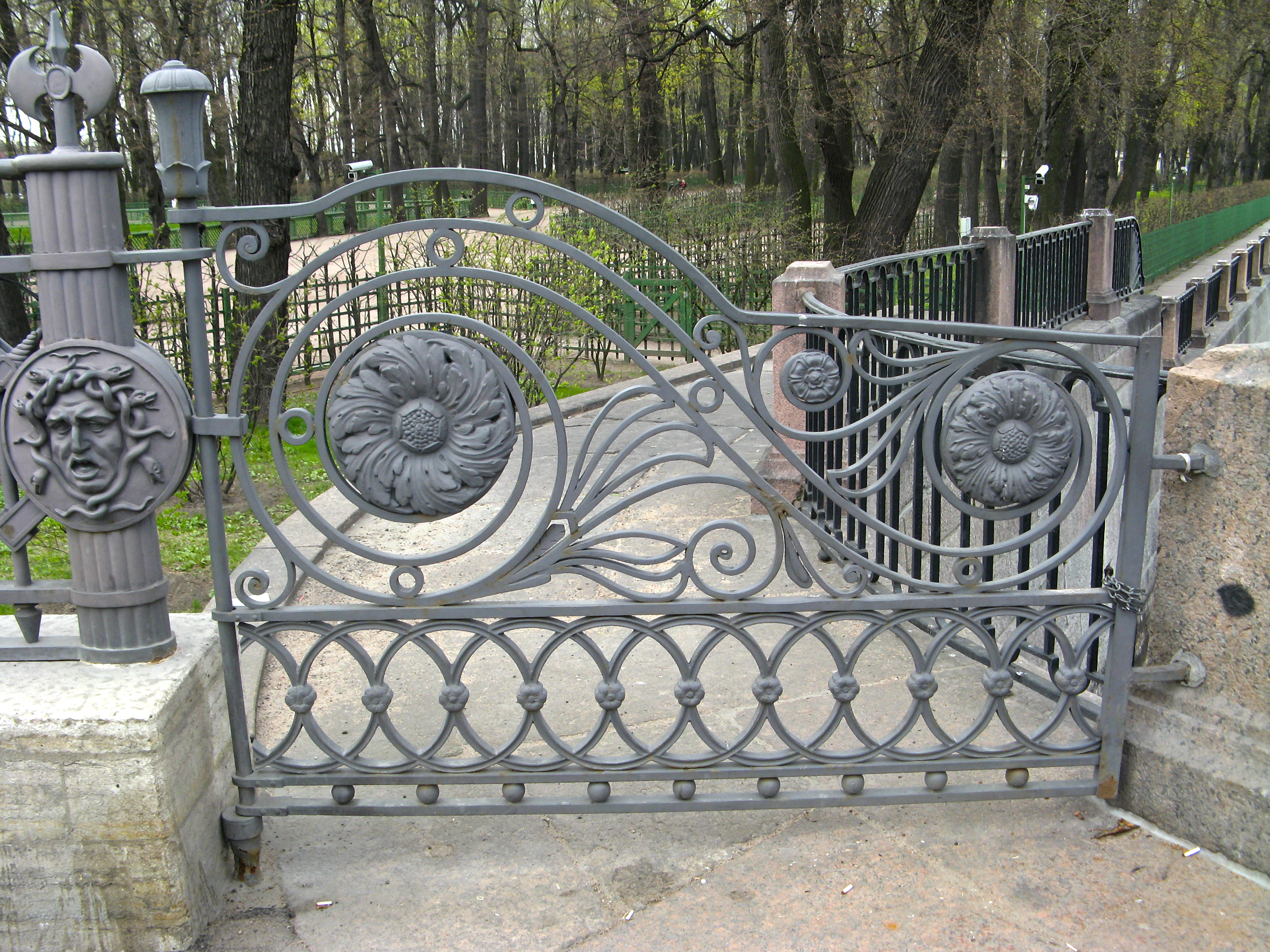
Gusseisen-Gitter an der Moikaseite des Sommergartens

1771 bis 1784 wurde auf der Newaseite das berühmte Gitter angebracht, das heute eines der Symbole Sankt Petersburgs ist. Entwurfsverfasser waren die Architekten Georg Friedrich Veldten, Iwan Fok und Pjotr Jegorow. Das Gitter auf der Moikaseite wurde 1826 von Ludwig Iwanowitsch Charlemagne errichtet.
Infolge des Hochwassers 1777 wurden die Springbrunnen und der Pavillon „Grotte“ sehr stark beschädigt. Die Springbrunnen wurden nicht wiederhergestellt, 1826 wurde die alte Grotte vom Architekt Carlo Rossi  zum „Kaffeehäuschen“ im Stil des Empire umgebaut.
Am 4. April 1866 machte Dmitri Karakosow den ersten erfolglosen Attentatsversuch auf Zar Alexander II., als dieser einen Besuch des Sommergartens beendete.
Heute stellt sich der ursprünglich bis zum Newskij-Prospekt ausgedehnte Garten verkleinert und im Sinne eines Englischen Landschaftsgartens umgestalteter Park dar.